# 瓦爾特·克林
瓦爾特·克林（德語：Walter Klien；1928年11月27日—1991年2月10日），奧地利鋼琴家。
克林出生於格拉茨，在維也納同約瑟夫·迪許勒（Josef Dichler）和阿图罗·贝内德蒂·米凯兰杰利習琴，此外還向保羅·欣德米特學習作曲。在連掄布索尼和瑪格麗特·朗二項大賽後，克林在1969年完成自己的美國初登場演出。1991年前往澳洲演出前夕，因癌症逝世。
克林的演奏音色透亮，重視細節。其莫扎特與舒伯特詮釋備受肯定。
錄音方面，也同樣集中在所擅長的德、奧作品，留下莫扎特的大部分鋼琴協奏曲、勃拉姆斯的大部分鋼琴獨奏作品，此外還有大受好評的舒伯特全本鋼琴奏鳴曲，以及夏布里耶完整的鋼琴作品錄音等。在室內樂方面，有與葛羅米歐搭檔的莫扎特奏鳴曲，以及與布伦德尔的二重奏等。

## 獲獎與榮譽
- 貝森朵夫獎，1953年
- 約瑟夫·馬克思音樂獎，1987年
- 維也納市金牌獎章，1989年

## 個人生活
克林的母親埃麗卡·喬凡娜也是一名藝術家。她在1929年移居美國，母子少有聯繫。

## 外部連結
- 瓦爾特·克林的Discogs页面（英文）